# Palmwein

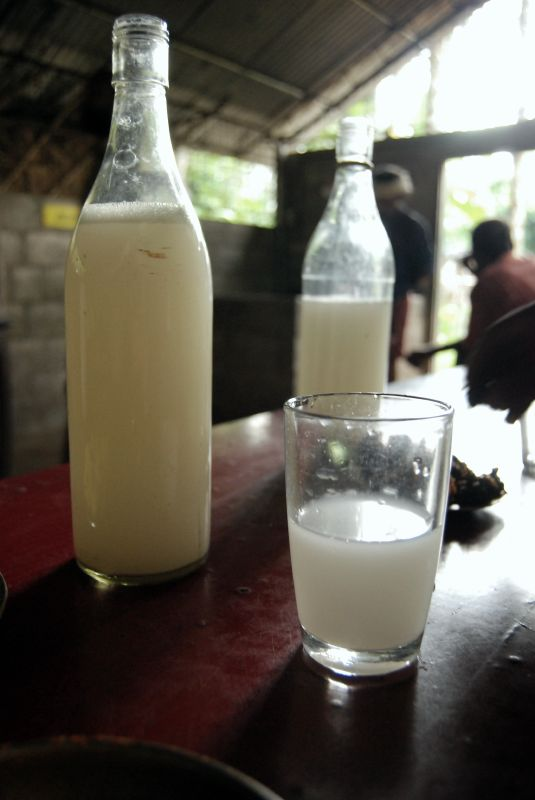
Toddy in Sri Lanka

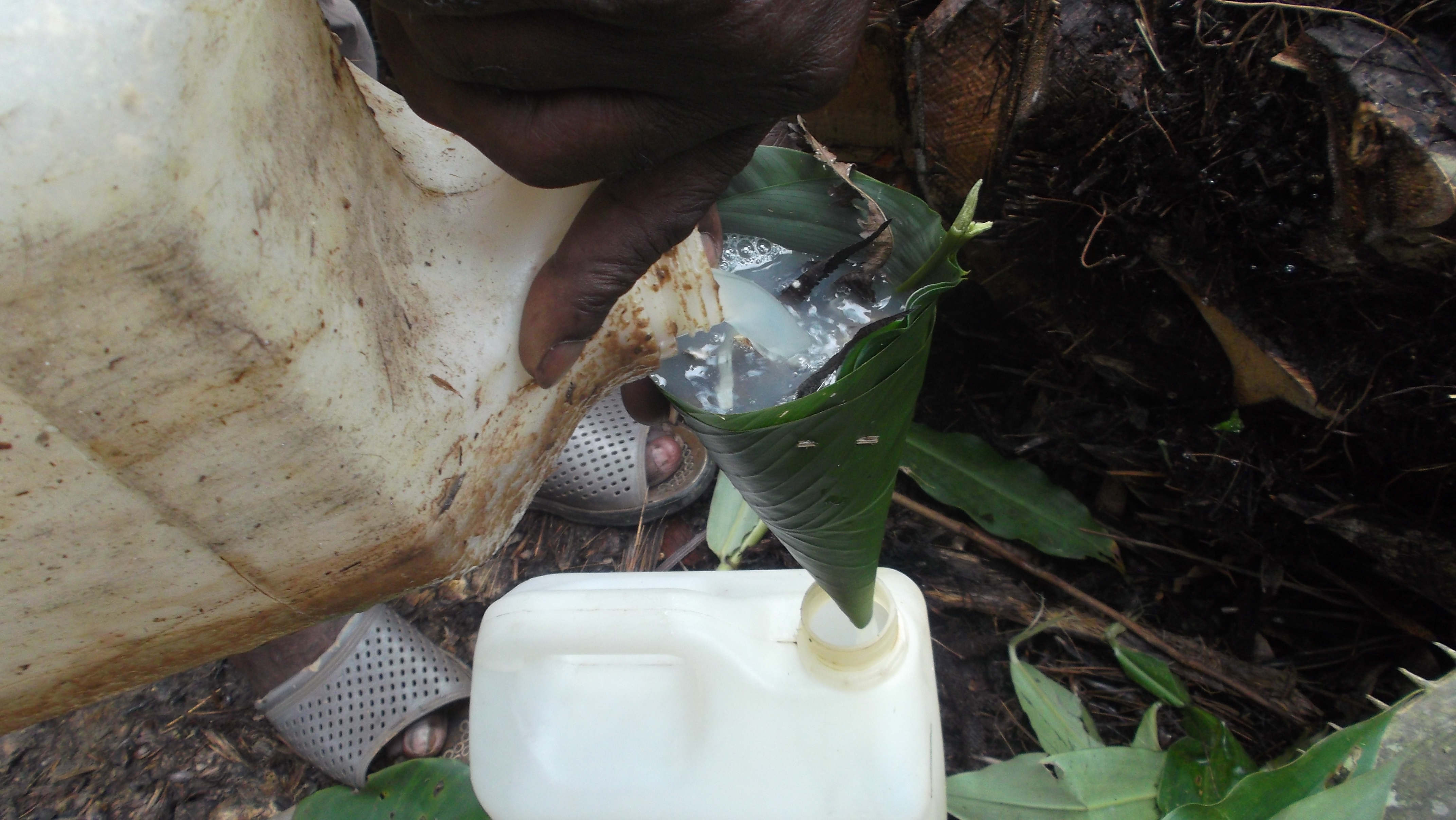
Palmwein wird in Gabun durch einen Trichter aus einem Bananenblatt umgefüllt.

Als Palmwein (zum Teil synonym mit Toddy) bezeichnet man gegorenen Palmensaft, ein in Tropenländern beliebtes, aus verschiedenen Palmen bereitetes alkoholisches Getränk. Schon im Papyrus Ebers (ca. 1500 v. Chr.) wird Palmwein als gemütsveränderndes Mittel bezeichnet.

## Verschiedene Arten des Palmweins

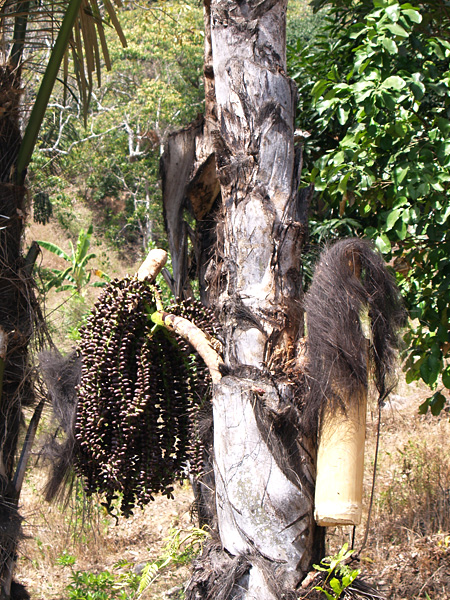
Palmsaft wird in Osttimor zur Palmweinherstellung aufgefangen

Zur Herstellung von Palmwein aus der Zuckerpalme (Arenga saccharifera) wird der männliche Blütenkolben bei dem ersten Erscheinen der Frucht drei Tage hintereinander mit einem Stöckchen gepeitscht und dann etwas über seiner Basis abgeschnitten. Der ausfließende zuckerreiche Saft (Toddy) schmeckt wie frischer Most und geht bald in alkoholische Gärung über.
Auch die Blütenkolben der Kokospalme (Cocos nucifera) liefern angenehm schmeckenden Toddy, der schnell in Gärung übergeht.
Attalea butyracea (Syn.: Cocos butyracea, Kokospalmenart in Südamerika) liefert ebenfalls einen hochwertigen Wein; der Stamm wird gefällt und, wo Blätter und Blüten hervorbrechen, ausgehöhlt. In dem gebildeten Loch sammelt sich der Palmwein 18 bis 20 Tage lang, von dem die letzten Portionen am alkoholreichsten, obwohl weniger süß sind. Im Norden Brasiliens wird bei der Babassupalme (Attalea speciosa) ebenso verfahren. Die Stümpfe, die nach der Ernte übrig geblieben sind, werden ausgehöhlt und der Saft, der sich in der Höhle ansammelt, wird gären gelassen.
Die Silber-Dattelpalme (Phoenix sylvestris) liefert bei einem ähnlichen Verfahren ebenfalls Palmwein. Dasselbe gilt für die Ölpalme (Elaeis guineensis) und die Cohune-Palme (Attalea Cohune). Die Buriti-Palme (Mauritia flexuosa) liefert den süßen, berauschenden Palmwein der Guaraní, und die Weinpalme (Raphia vinifera) gibt eine Bourdon genannte Art Wein.

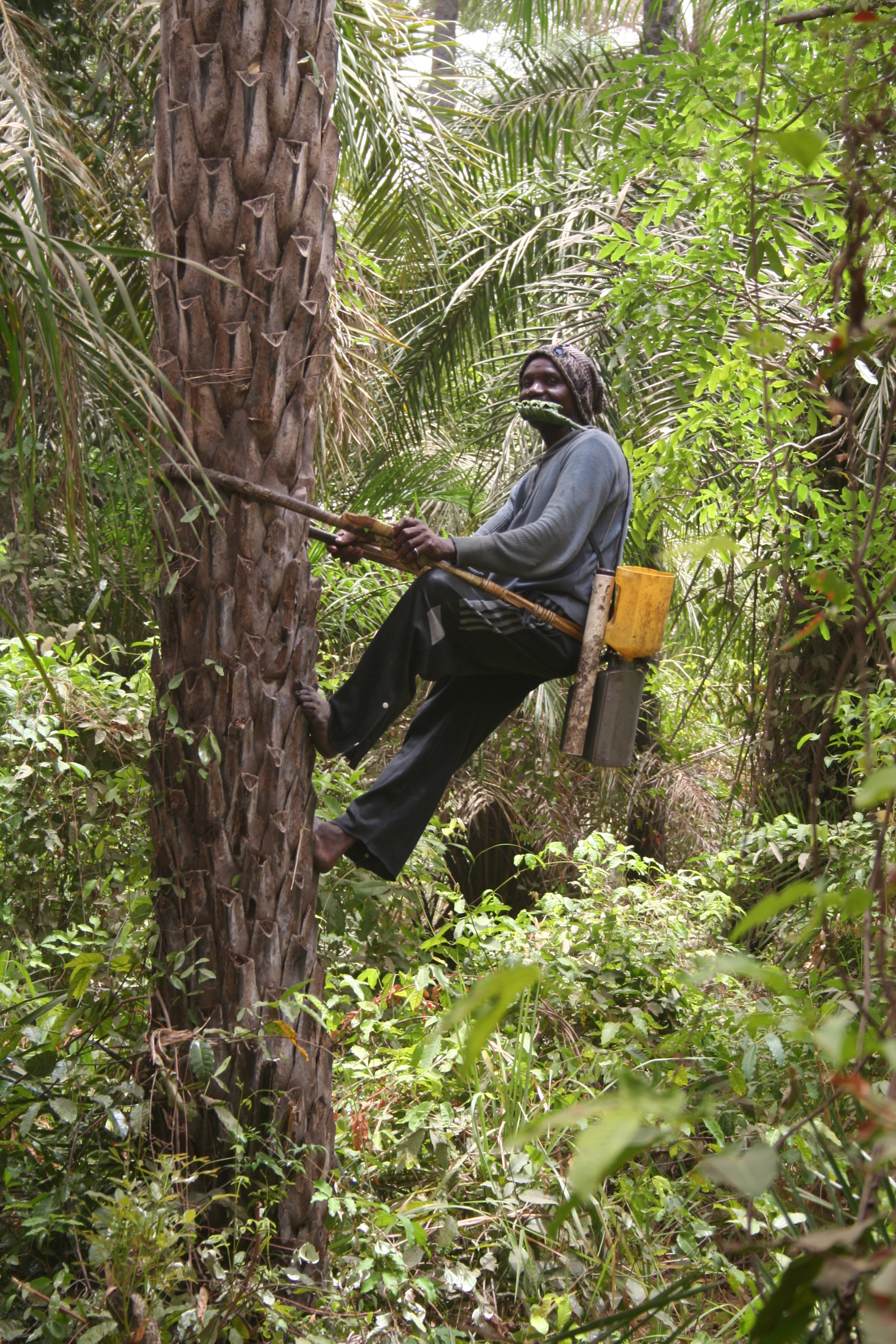
Palmweingewinnung an Elaeis guineensis in Senegal

Auf Sri Lanka ist die Gewinnung von Toddy aus der Palmyrapalme (Borassus flabellifer) sehr entwickelt. Das Anzapfen geschieht bei dieser Palme auf die gleiche Weise wie bei der Kokospalme, doch liefert sie mehr Saft. Auch in Indonesien, besonders in den trockenen (monsunabgewandten) Inselseiten wird die dort Lontarpalme genannte Pflanze regelmäßig zur Erzeugung von Arrak angezapft.
Auch die Brennpalme (Caryota urens) liefert – namentlich in der heißen Jahreszeit – eine außerordentliche Menge Toddy.
In weiten Teilen Westafrikas gehört Palmwein zu den typischen alkoholischen Getränken. Er wird aus der Ölpalme (Elaeis guineensis) hergestellt, aber auch aus der Äthiopischen Palmyrapalme (Borassus aethiopum) und Borassus akeassii.
Auf den Seychellen wird Palmwein aus der Kokospalme hergestellt. Calou nennen die Einheimischen ihr kurzgegorenes Gebräu, das ein wenig wie Federweißer schmeckt. Durch das Abschneiden der Blütenstöcke tragen die so zur Gewinnung des Saftes präparierten Kokospalmen zeit ihres Lebens keine Früchte.

## Gesundheitliche Risiken
Neben den allgemeinen gesundheitlichen Belastungen, die durch Alkoholische Getränke verursacht werden, kann der Genuss von rohem Palmwein in Süd- und Südostasien die Gefahr einer Infektion mit dem Nipah-Virus mit sich bringen.

## Weitere Produkte
Durch Eindicken lässt sich aus Palmsaft Palmzucker herstellen.
Bei längerem Stehen wandelt sich Palmwein in Palmessig um.
Durch Destillation wird aus Palmwein Arrak hergestellt.

## Sonstiges
Palmweinmusik ist ein westafrikanischer Musikstil, der in den 1950er und 1960er Jahren populär wurde und als ein Vorläufer des Highlife gilt.